# Venerabile Arciconfraternita della Misericordia di Firenze

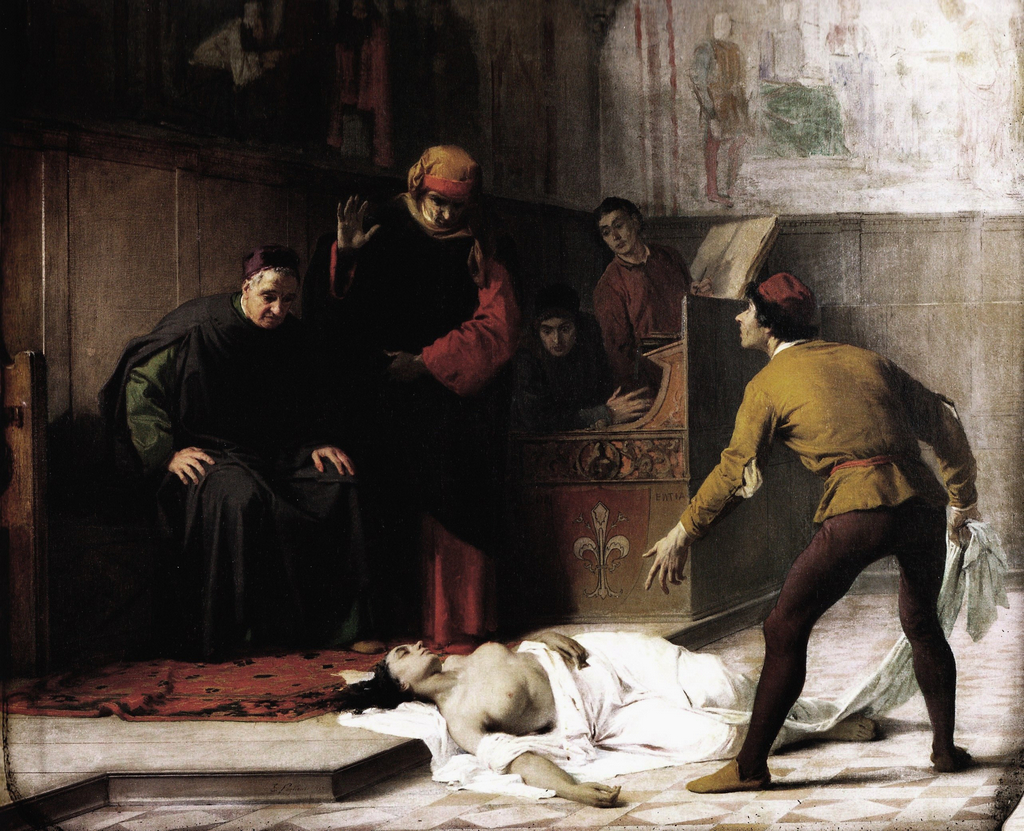
L'origine della Compagnia della Misericordia in Firenze, 1857 (Museo Poldi Pezzoli, Milano)

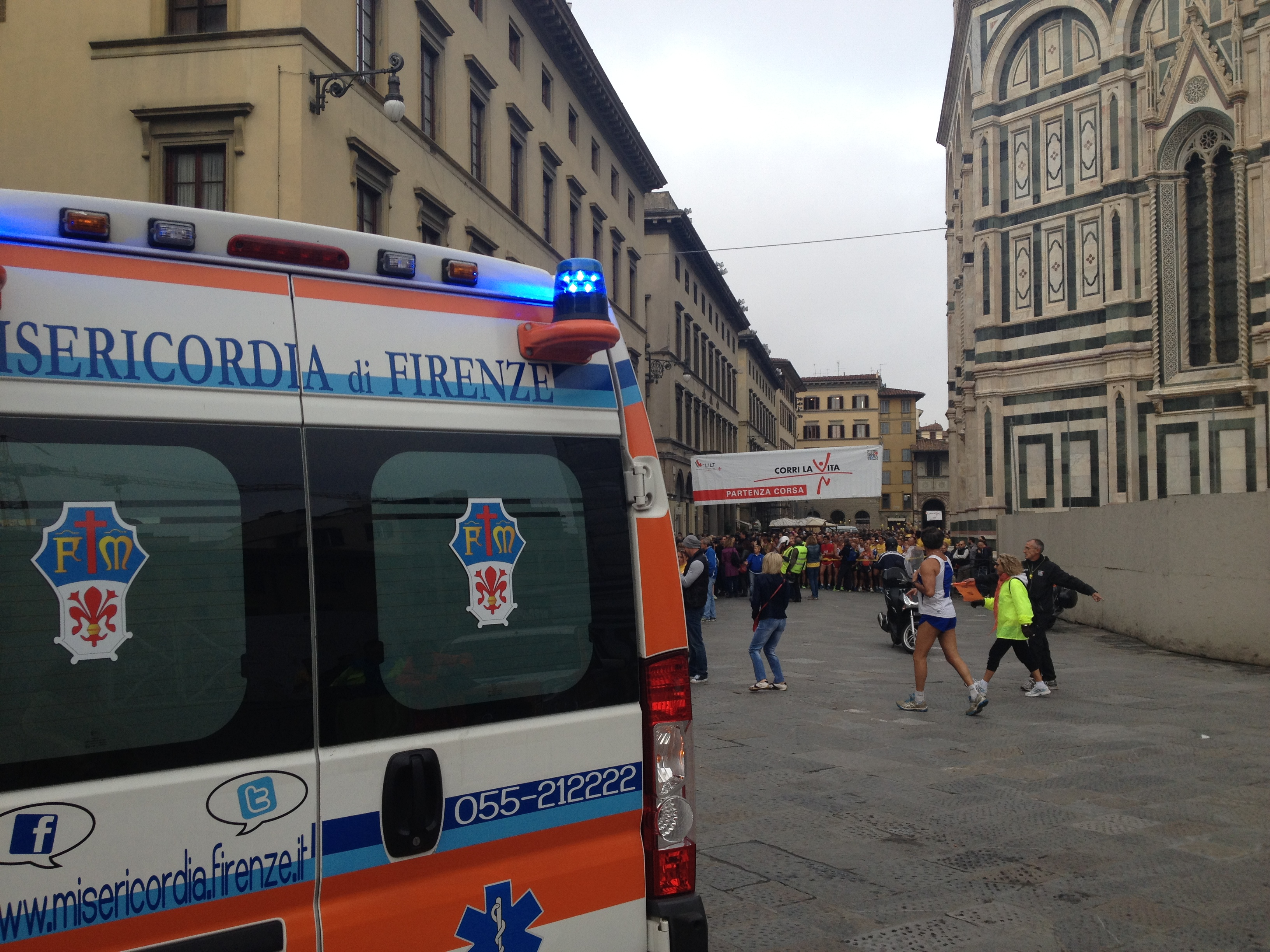
Ambulanza in servizio per la maratona di Firenze in Piazza Duomo

La Venerabile Arciconfraternita della Misericordia di Firenze (abbreviato Ven. Arc. Misericordia di Firenze) è una confraternita laica fondata a Firenze nel XIII secolo da san Pietro da Verona con lo scopo di operare verso i bisognosi gesti di evangelica misericordia. È oggi la più antica Confraternita per l'assistenza ai malati e, in generale, la più antica istituzione privata di volontariato esistente al mondo ancora attiva dalla sua fondazione, datata nel 1244 secondo i registri conservati nel suo archivio. I suoi membri laici, detti "fratelli" continuano ancora a fornire parte del servizio di trasporto infermi nella città, e fino all'aprile 2006 indossavano ancora la tradizionale veste nera (risalente al XVII secolo), oggi ridotta all'uso nelle cerimonie di rappresentanza a causa di regolamenti nazionali ispirati alla sicurezza stradale.
Sull'esempio della confraternita fiorentina sono sorte numerose istituzioni analoghe in tutta Italia e all'estero.
La Venerabile Arciconfraternita della Misericordia di Firenze ha aderito infatti alla Compagnia delle Misericordie, una confederazione fondata da Misericordia di Firenze, Rifredi e Bivigliano. Nel 2014 è rientrata nella Confederazione nazionale delle Misericordie d'Italia, lasciando la Compagnia delle Misericordie.

## Storia

### Origini
La Confraternita, nota ai fiorentini semplicemente come La Misericordia, si è dedicata fin dall'inizio della sua storia al trasporto dei malati verso gli ospedali della città, alla raccolta di elemosine per maritare fanciulle povere, alla sepoltura dei defunti, e ad altre opere di carità. La sua fondazione risale all'epoca di predicazione di san Pietro martire a Firenze come riportato in un registro trecentesco dell'Arciconfraternita che si apre con la seguente affermazione: la Confraternita fu «cominciata per lo beato messer santo Pietro martire dell'Ordine dei predicatori». Si trattò, in particolare, di una filiazione della Societas Fidei costituita nel 1244, col nome di Compagnia di Santa Maria della Misericordia. Riguardo a una tradizione che vuole fondatore il facchino Pietro Borsi non esistono testimonianze storiche ed è quindi da considerarsi inverificabile.
Nel 1321 si dotò di una sede stabile in piazza San Giovanni prospiciente al battistero, in un palazzetto. In seguito alla peste del 1348 decise di aggiungere alle sale dei Capitani anche un oratorio con rispettiva  loggia quale spazio di accoglienza.
La Confraternita si distinse rapidamente soprattutto per la costante attività nel campo del trasporto degli infermi e della sepoltura dei defunti, in special modo durante le sempre più frequenti pestilenze. In breve tempo crebbe di numero e popolarità, nonché inevitabilmente di ricchezza, quando iniziarono ad affluire donazioni e lasciti testamentari.
Nel XIV secolo la Confraternita venne riconosciuta dal Comune come una vera e propria istituzione pubblica in una provvisione del 31 marzo 1329 con la quale si dava ai confratelli il diritto di eleggersi i propri responsabili (Capitani).

### Fusione e separazione col Bigallo
Nel 1425 la confraternita si fuse con quella meno prospera (anzi, si diceva, prossima al fallimento) del Bigallo, nonostante il parere contrario del Magistrato della Misericordia, che temeva l'intiepidirsi dell'entusiasmo dei Fratelli e la perdita del controllo sui beni della confraternita. Questa comunione durò relativamente poco, poco più di sessant'anni, infatti nel 1489 una parte consistente dei membri della Misericordia ottenne la revoca del provvedimento e, lasciando al Bigallo tutti i beni e le rendite (tanto è vero che la loggia da allora fu detta "del Bigallo"), ricostituì la Misericordia con i vecchi intenti, redigendo nuovi statuti (1490) e spostando l'alloggio in un'altra sede provvisoria, la chiesa di San Cristoforo degli Adimari.
Nel 1498 a Lisbona nacque una  "Misericordia Lusitana", ispirata alla confraternita fiorentina e, in capo a qualche decennio, si ebbero altre fondazioni simili in Francia, in Spagna e, nel 1539, in Brasile ("Santa Casa di Misericordia di Olinda").

### Nuova sede

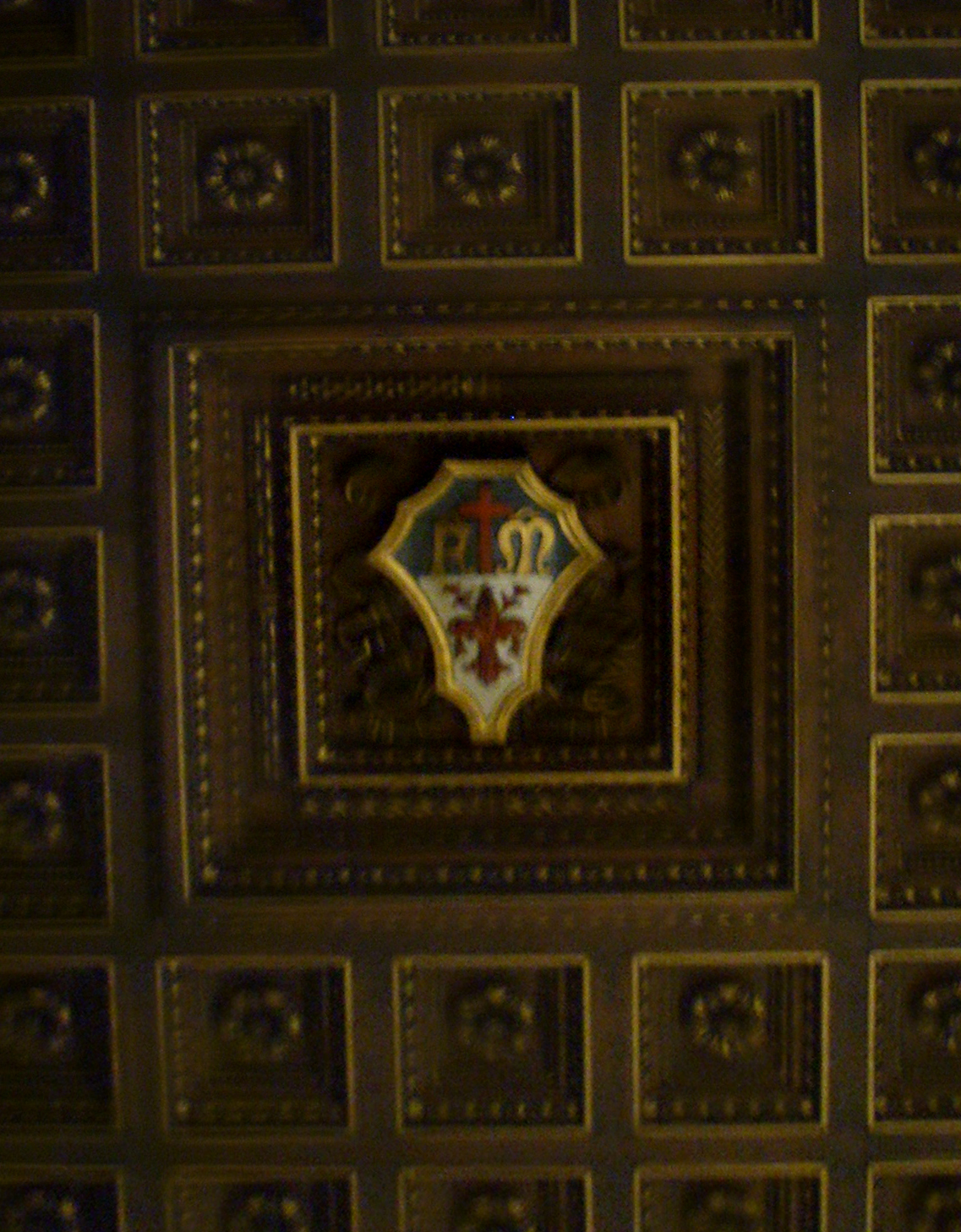
Stemma della Misericordia, nel soffitto della chiesa della confraternita

La costruzione dell'edificio degli Uffizi, che riunì nel medesimo luogo tutti gli uffici pubblici della Firenze granducale, rese liberi molti vani in città, cosicché nel 1576 la Misericordia ottenne l'ex locale degli Uffiziali dei Pupilli, prospiciente il Campanile di Giotto. Questa sede è occupata tutt'oggi, e con il tempo la confraternita ha potuto acquistare tutto il palazzo. L'edificio fu ristrutturato da Alfonso Parigi, ed ebbe poi anche un oratorio disegnato nel 1781 da Stefano Diletti.

### Epoca lorenese
L'arciconfraternita godeva ormai di grande stima, tanto che non solo venne risparmiata dalle soppressioni che decimarono gli ordini religiosi fra la seconda metà del Settecento e il primo Ottocento, ma il governo lorenese addirittura impose l'istituzione di Misericordie locali in tutta la Toscana, una per paese, che dovevano subentrare a tutte le altre confraternite (in alcune città già esistevano da secoli, come a Siena dal 1250, a Volterra dal 1290 e a Pisa dal 1330). Queste istituzioni sono ancora presenti in tutta la regione. A Firenze l'appartenere alla Misericordia era considerato altamente onorevole e meritorio, e moltissime famiglie contavano almeno un confratello per ogni generazione.

### Epoca contemporanea

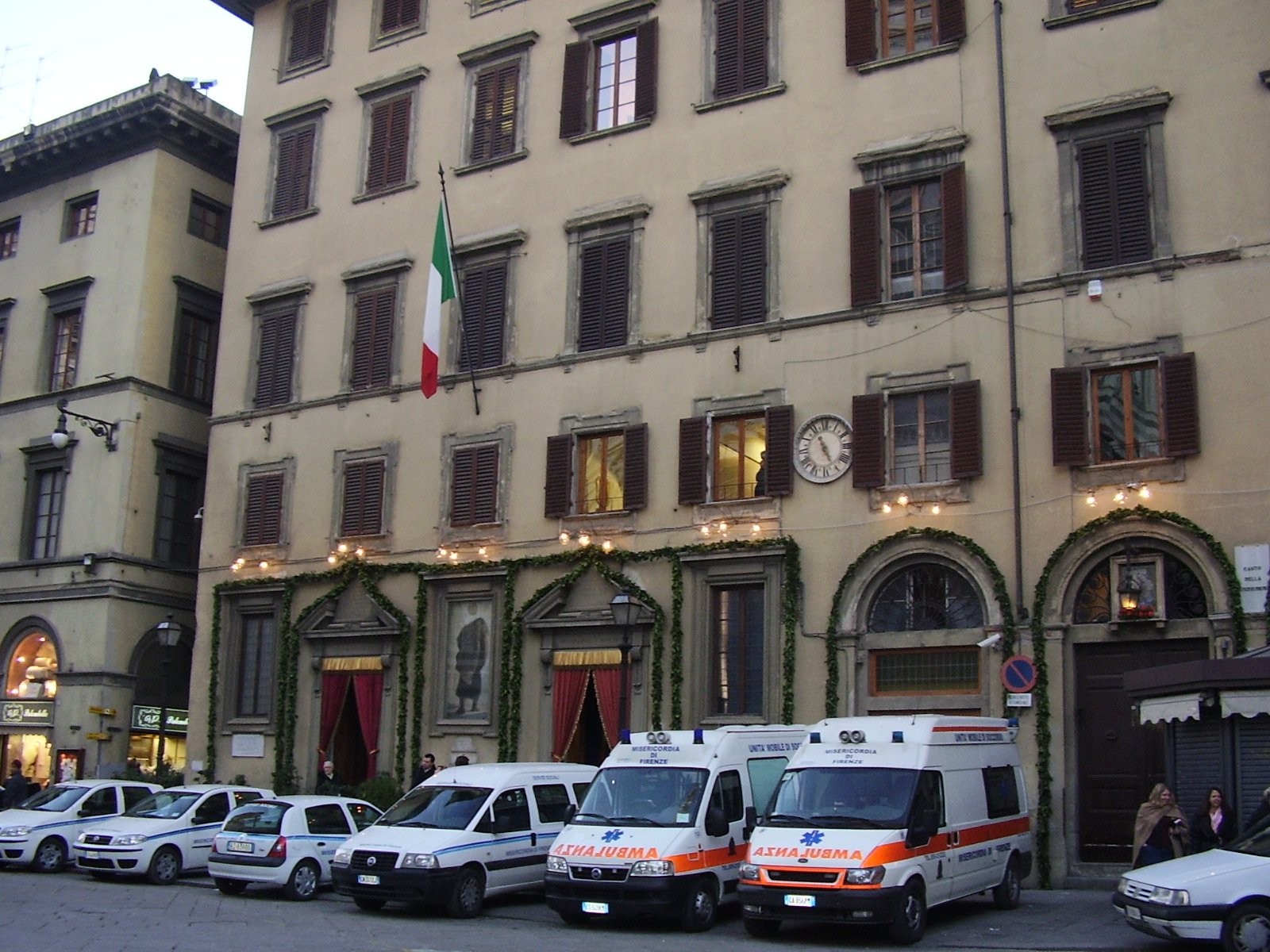
L'entrata su Piazza Duomo, decorata per la festa del patrono

Nei momenti difficili della storia cittadina la Misericordia ha sempre operato e i fratelli hanno cercato di sopperire con le loro forze alle cresciute esigenze del servizio, per esempio nella Seconda guerra mondiale, quando, tutte le ambulanze furono perdute o sequestrate, i fratelli tornarono al carretto trainato a mano e alla lettiga.
Nella seconda metà del XX secolo il Servizio Sanitario Nazionale ha preso a finanziare parzialmente i servizi della confraternita, il che causò disagio tra alcuni fratelli, che abbandonarono il servizio, non sentendolo più come una carità gratuita.
Nel tempo La Misericordia ha intrapreso altre strade per espletare servizi di carità, come il servizio delle cosiddette "Mutature agli infermi", che consiste in una forma di limitata assistenza a domicilio a malati non autosufficienti. Più recentemente ha investito fortemente nel settore della Protezione Civile e delle case di riposo.
Secoli di donazioni le hanno costituito un cospicuo patrimonio, soprattutto immobiliare. Inoltre sono attivi ambulatori specialistici, dove i medici prestano opera volontaria, e un cimitero.
Per ridurre i problemi causati dalla diminuzione dei fratelli, in parte causata anche dal proliferare di istituzioni simili e di forme meno impegnative di volontariato sono state tentate varie strade, fra cui l'apertura alle donne (dal 1971), poi l'utilizzo massiccio di obiettori di coscienza.
Come si è detto, la Misericordia di Firenze continua ancora oggi ad offrire soccorsi agli ammalati e agli infortunati, tenendosi al passo coi tempi: è stata per esempio la prima istituzione ad offrire ambulanze con medico a bordo, defibrillatore, elettrocardiogramma, e così via.

## Organizzazione

### Sezioni

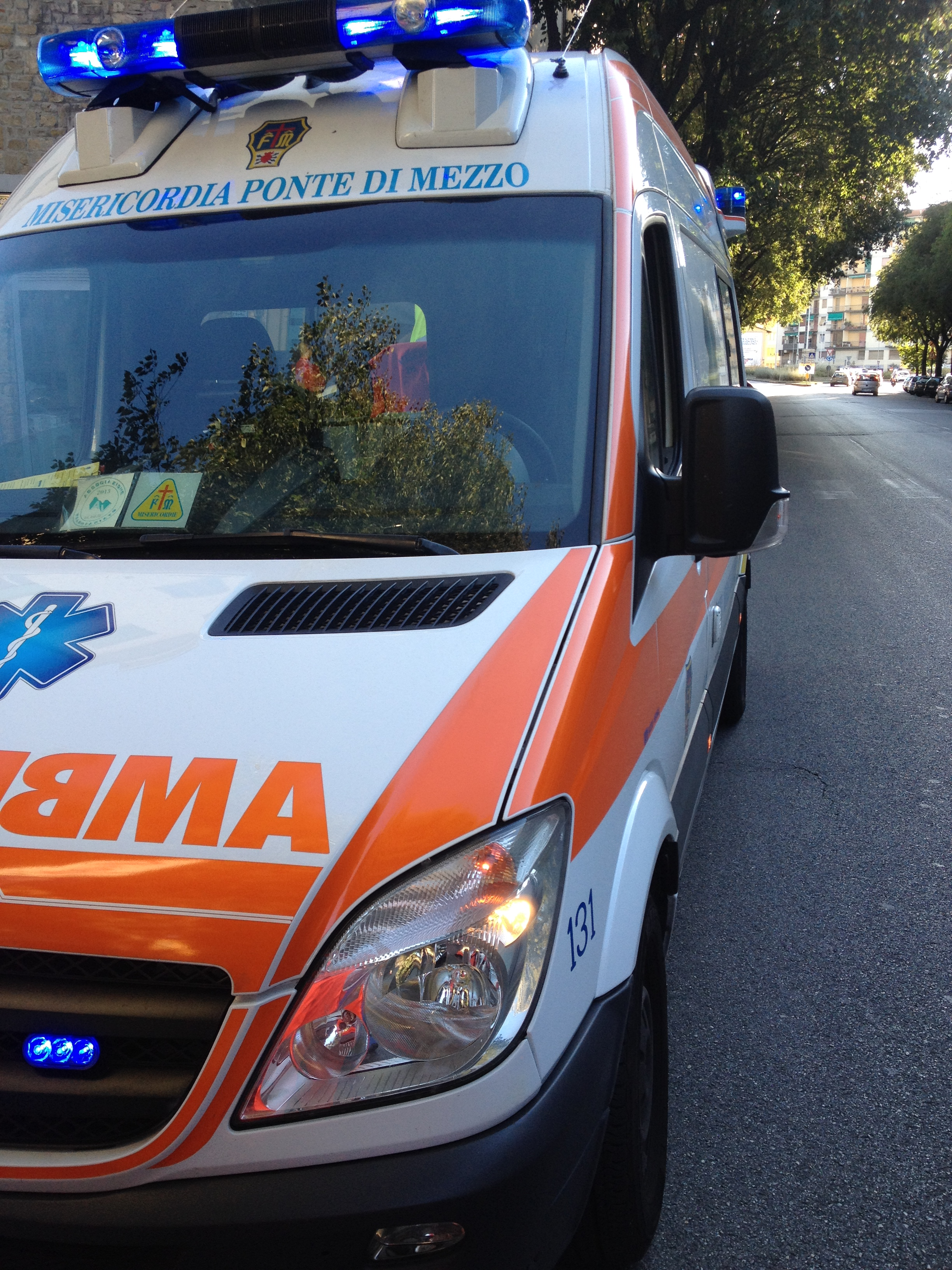
Mezzo in servizio

Attualmente la Misericordia di Firenze, oltre la sede storica di Piazza del Duomo ha aperto nel territorio fiorentino altri distaccamenti, precisamente quattro: 
- la "Sezione Oltrarno", situata nel quartiere 4 Legnaia-Isolotto in via del Sansovino
- la "Sezione Campo Marte" , nella zona di Campo di Marte in viale dei Mille
- la "Sezione Nord" in via Faentina (sopra le Cure) attiva esclusivamente nei servizi sociali
- la "Sezione Ponte di Mezzo" in via di Caciolle, coprendo il territorio del quartiere 5.

### Mezzi

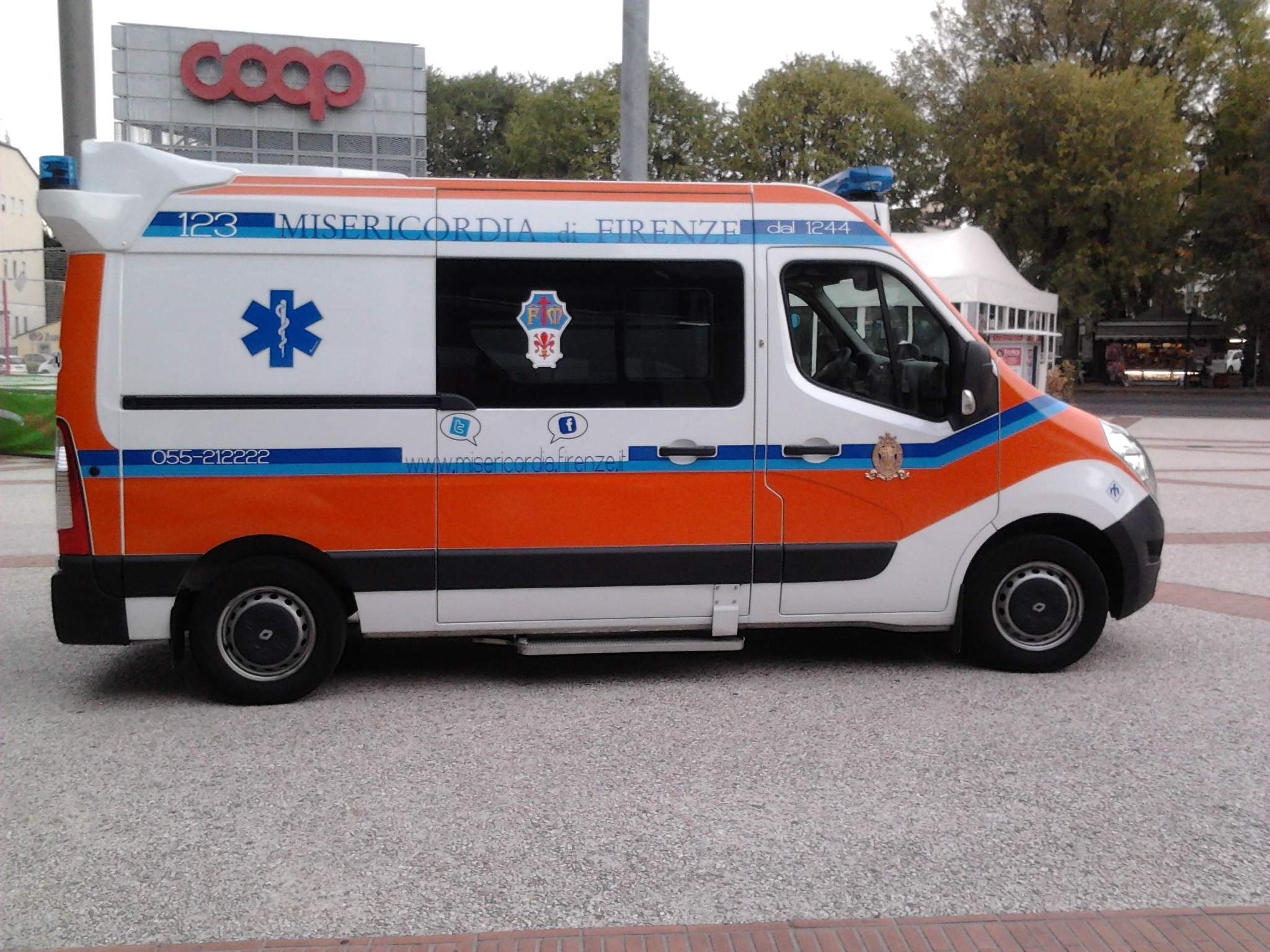
Ambulanza in servizio dalla sezione Oltrarno.

La Misericordia fa fronte alla gestione e alla copertura di tanti servizi sociali, nelle mutature degli infermi, nel trasporto dei ragazzi disabili ai propri centri, dei dializzati presso gli ospedali con ambulanze e automobili e nel servizio di telesoccorso (coperto 24h su 24h in piazza Duomo)
La Misericordia ha in convenzione con il "118 Firenze-Prato Soccorso", quattro ambulanze operative nell'area fiorentina: tre ambulanze BLS-D h12 diurno in via del Sansovino, via dei Mille, e via Ponte di Mezzo, un'ambulanza BLS-D h24 e un mezzo infermieristico con personale del 118 in pazza Duomo.
Oltre ai servizi di emergenza territoriale la Misericordia è attiva in tanti servizi: per esempio il Servizio Stadio presso lo stadio Artemio Franchi per ogni partita dell'A. C. Fiorentina che gioca in casa, concerti, eventi e manifestazioni sportive che richiedono assistenza sanitaria e supporto ad eventi con personaggi noti e con politici.
La Misericordia dispone di circa venti ambulanze, trentacinque automezzi tra automobili e pulmini con sollevatori, un carro funebre e cinque mezzi per la protezione civile allestiti per eventuali emergenze. Conta su più di mille volontari iscritti e di circa 450 con servizio attivo abituale dislocati in cinque distaccamenti, oltre a un gran corpo di dipendenti autisti e centralinisti. 

### Ambulatori e servizi infermieristici
La Misericordia ha iniziato anche ad aprire una serie di ambulatori privati in tutta la provincia di Firenze, offrendo tante prestazioni a prezzi decisamente agevolati (con sconti a volontari e soci) precisamente a Oltrarno e Campo di Marte (nelle sezioni), in Centro (Vicolo Adimari) e Novoli (Piazzetta Valdambra).Gli ambulatori offrono anche servizi infermieristici e di prelievi del sangue. Nel 2015 hanno aperto un proprio emporio dove trovare occhiali da vista e protesi acustiche.

### Cimiteri
In seguito ad un decreto del granduca Pietro Leopoldo del 1784 di divieto di sepoltura nei centri abitati e nei luoghi chiusi, la Confraternita fu costretta a cercare propri spazi per le sepolture lontani dall'abitato. Dopo aver valutato una serie di progetti, deecise di optare per un campo immediatamente fuori della Porta ai Pinti. Iniziarono i lavori e nel 1839 il camposanto, detto appunto "dei Pinti", venne inaugurato con una solenne benedizione. Per problemi di spazio, nel 1894 l'Arciconfraternita della Misericordia decise di chiudere il primo cimitero per provvedere alla costruzione di uno nuovo, più ampio, nella zona di Soffiano. I lavori ebbero inizio nel 1896 su disegno e progetto dell'architetto Michelangelo Maiorfi. Egli realizzò in stile neogotico l'ala orientale, l'oratorio, il sepolcreto centrale e l'ala di ponente. Intervennero poi l'ingegner Luigi Buonamici con gli architetti Giovanni Paciarelli (che dette veste unitaria a tutto il cimitero) e Giuseppe Castellucci (che ampliò l'ala nord), e infine gli ingegneri Mario Raddi e Primo Saccardi. Vi furono sepolti uomini illustri fra i quali gli scultori Raffaello e Romano Romanelli, lo scrittore Enrico Novelli detto Yambo, il critico Jarro, il generale Antonio Baldissera, lo storico Guido Carocci.

### Abbigliamento

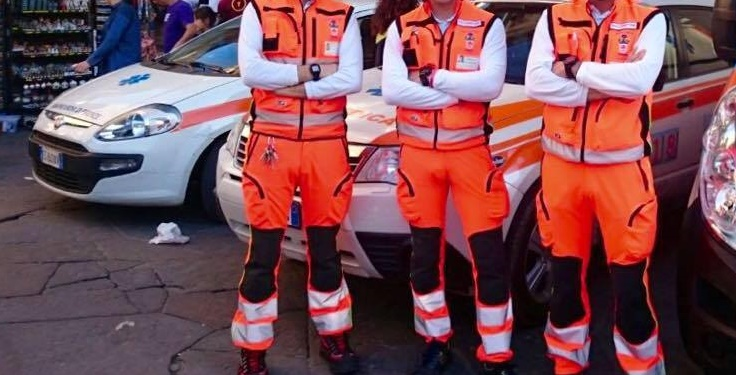
La attuale divisa rosso fluo ad alta visibilità

Nell'affresco di Niccolò Gerini e Ambrogio Baldese del 1386, visibile nella stanza dei capitani del Museo del Bigallo, si possono vedere i fratelli con la loro veste del XIV secolo: una tunica lunga fino ai piedi di color carminio e un medaglione dorato al collo. Nel XVI secolo la veste rossa venne sostituita da una nera dotata di una apposita «buffa», sorta di cappuccio allungato con due fori per gli occhi, che calato copriva tutta la faccia; alla vita, a mo' di cintura, una fune con agganciato un grosso rosario nero (corona). Questa veste storica è ancora indossata durante alcune celebrazioni e manifestazioni.
Attualmente la Misericordia ha abbandonato l'uso della veste nera per i servizi di carità e offre in dotazione ai volontari una divisa tecnica rosso/arancione fluo che rispecchia le attuali normative di sicurezza sia a livello di visibilità che di protezione verso sostanze organiche.

### Affiliazioni
Sull'esempio delle attività della confraternita fiorentina molte altre compagnie della Misericordia toscane chiesero ed ottennero di essere affiliate alla consorella maggiore:
- Rifredi (Santo Stefano in Pane) XII-XIV secolo
- Campi Bisenzio, 29.5.1546
- Livorno (S. Giovanni decollato), 29.6.1595
- Lastra a Signa (S. Maria della Lastra), 1595
- Cortona (SS. Trinità dei laici), 23.8.1778
- Cortona (S. Maria della Misericordia), 13.3.1856
- Portoferraio, 24.11.1782
- Modigliana (del Suffragio), 18.5.1784
- Quinto (S. Maria e S. Poteto martire), 12.9.1784
- Prato (del Pellegrino), 18.10.1791
- San Gimignano (Maria Santissima dei Dolori), 9.6.1793
- Arezzo, 9.6.1793
- Volterra (S. Giovanni decollato), 3.3.1805
- Pontremoli (S. Giovanni decollato), 5.5.1805
- Campiglia (SS. Sacramento), 1.9.1805
- Pisa, 28.12.1806
- Sansepolcro (SS. Crocifisso e S. Rocco), 20.12.1816
- San Cassiano in Valdelsa, 30.1.1825
- Seravezza (SS. Annunziata), 17.7.1825
- Bibbiena, 28.8.1825
- Fiesole (S. Carlo Borromeo), 21.6.1829
- Figline, 6.3.1831
- San Miniato, 5.1.1834
- Siena (S. Antonio Abate), 26.4.1835
- San Giovanni, 7.1.1838
- Pontassieve, 19.8.1838
- Sinalunga, 26.12.1839
- Chiusi, 1.5.1841
- Grosseto, 2.1.1842
- Montepulciano, 24.4.1842
- Empoli (Maria Santissima della cintola), 24.7.1842
- Radicofani, 7.1.1844
- Montevarchi (S. Cuore di Gesù), 25.4.1847
- Borgo San Lorenzo (S. Uomobono), 25.4.1847
- Impruneta, 11.7.1847
- Castelfiorentino, 22.8.1847
- Antella, 29.12.1852
- Orbetello, 1.1.1854
- Monte San Savino (SS. Sacramento), 25.2.1855
- Anghiari (S. Spirito e SS. Crocifisso), 24.8.1856
- Settignano (SS. Trinità), 2.11.1856
- Pontedera, 9.3.1857
- Montecatini, 3.1.1858
- Fucecchio, 9.12.1858
- Massa marittima, 22.12.1861
- Rapolano (S. Maria delle nevi), 20.12.1868
- Piombino, 24.4.1870
- Sarteano, 16.8.1871
- Murazzano, 31.7.1872
- Pistoia, 16.2.1873
- Castel del Piano, 16.2.1873
- Pescia, 29.6.1873
- Lucignano, 17.11.1876
- Montecastelli, 27.4.1879
- Poppi, 18.1.1880
- Rassina (S. Pietro martire), 31.7.1881

## Celebrazioni per il santo patrono
Il primo patrono della confraternita fu san Tobia, personaggio dell'Antico Testamento che soccorre gratuitamente due forestieri; nel Cinquecento però, per permettere alla ormai potente e influente associazione di godere di alcuni privilegi ecclesiastici, essa fu simbolicamente associata alla Confraternita romana di San Sebastiano, dal nome del santo invocato a protezione contro la peste, flagello sempre vivo all'epoca. Da allora san Sebastiano divenne il principale patrono della Misericordia, che ancora oggi ne celebra la festa con grande solennità che comprendono l'addobbo della facciata e la tradizionale distribuzione gratuita di migliaia di "panellini" benedetti.